# Thoracostomopsis ditlevseni
Thoracostomopsis ditlevseni är en rundmaskart som beskrevs av Nikolai Nikolaievich Filipjev 1927. Thoracostomopsis ditlevseni ingår i släktet Thoracostomopsis och familjen Thoracostomopsidae. Inga underarter finns listade i Catalogue of Life.